# Hostília Quarta
Hostília Quarta (en llatí Hostilia Quarta) va ser una dama romana, pertanyent a la gens Hostília, una gens romana d'origen plebeu, que va viure al segle ii aC.
Es va casar en primeres noces amb Gneu Fulvi Flac amb el que va tenir un fill de nom Quint Fulvi Flac.
Després es va casar de segones amb Gai Calpurni Pisó, cònsol l'any 180 aC. Mort Pisó, Hostília va ser acusada d'enverinar al seu marit per intentar que el seu fill, del primer matrimoni, el pogués succeir en la magistratura de cònsol.